# Epicarmo
Epicarmo (in greco antico: Ἐπίχαρμος?, Epícharmos, in latino Epicharmus; Siracusa, 524 a.C. circa o 528 a.C. circa – Siracusa, 435 a.C. circa o 438 a.C.) è stato un poeta, commediografo e filosofo siceliota, detto erroneamente "di Coo".

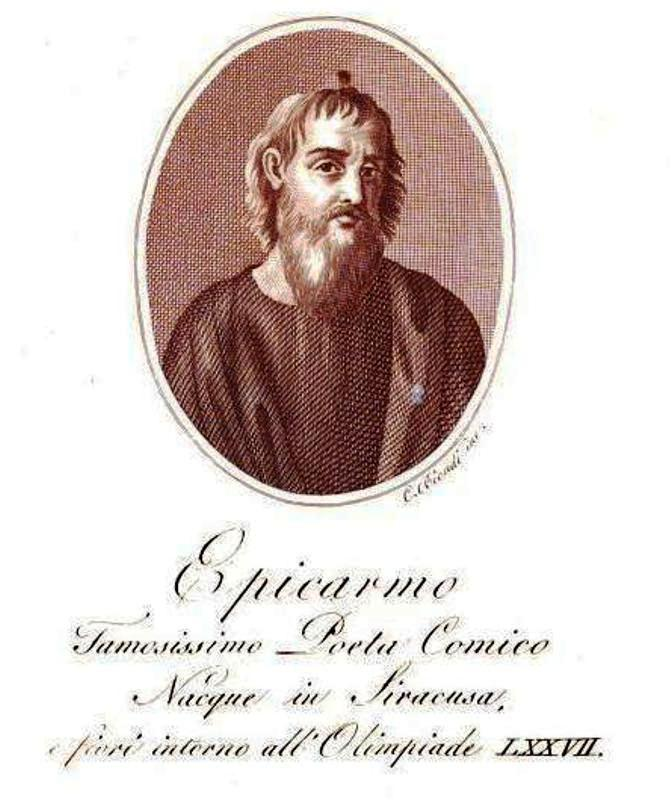

È considerato il fondatore della commedia siceliota insieme a Formide.

## Biografia
Secondo alcune fonti sarebbe nato in Grecia, poi trasferitosi in Sicilia a Megara Hyblaea all'età di tre mesi, secondo altri sarebbe nato in Sicilia, a Siracusa o nella città sicana di Krastos.. Certamente visse a Siracusa durante i governi dei tiranni Gelone e Gerone.
Qui trascorse la sua lunghissima vita ed iniziò la sua carriera poetica di commediografo, probabilmente venendo a contatto anche con Eschilo, di cui si sa che avrebbe parodiato lo stile e, forse, i temi nella commedia I persiani.

## Opere
Ad Epicarmo erano attribuite più di quaranta commedie, tra cui 36 dramata (in greco antico: δράματα?) in lingua dorica, di cui ci restano solo alcuni titoli; da essi si può desumere la predilezione di Epicarmo per la parodia di temi mitologici, episodi dell'epos omerico e personaggi della realtà quotidiana.
Alla parodia omerica appartenevano Odisseo disertore (Ὀδυσσεύς αὐτόμολος, Hodysseús hautómolos), Odisseo naufrago, Ciclope (Κύκλωψ, Kúklōps) e le Sirene.
Legate alla parodia eracleica, mettendo in risalto la voracità del semidio e creando un topos poi assai sfruttato nella commedia attica, erano le Nozze di Ebe, Busiride, Eracle e Folo.
Ancora mitologiche erano Pirra e Prometeo, I Dionisi, Amico (Ἄμυκος, Hámykos) e, forse, Le Baccanti, mentre numerose commedie introducevano, anche in forma agonale, figure del quotidiano, come Il contadino, Terra e mare, I furti, La Megarese, che introduceva il tema della iambiké idea, l'insulto personale, di ascendenza archilochea, Visitatori del tempio, Speranza o ricchezza, Discorso e discorsa, I pellegrini, La sfinge, Commiati, Danzatori, Epinicio, Isole.
Platone lo ritenne il massimo rappresentante della commedia, la cui invenzione, peraltro, è a lui attribuita. Sullo stile e sulla tecnica drammaturgica epicarmee ben poco si può dire, stante la ristrettezza delle testimonianze, anche se, vista l'altezza cronologica del drammaturgo, 
(E. W. Handley, La commedia, in Letteratura Greca Cambridge, Milano, Mondadori, 2007, vol. 1, p. 783)
Fu, inoltre, per la sua sentenziosità, ritenuto un pitagorico, come emerge non solo dalla presenza di numerose sue massime in vari florilegi o in vari autori posteriori, come ad esempio, Teocrito:
(Teocrito, Epigrammi, XVII)
ma anche in Quinto Ennio, che nel suo Epicharmus espose le presunte teorie filosofiche del drammaturgo siracusano.
Con Epicarmo entra in scena per la prima volta la figura del parassita, tipica della commedia di tutti i tempi con il Monologo del parassita